# 東京方言
東京方言または東京弁、東京語は、東京で話される日本語の方言。定義は諸説あるが、主なものは次の通り。
1. 古くからの「東京」の範囲（「東京市街の変遷」も参照）に存在する方言の総称。
2. 横浜市や千葉市などを含めた、東京を中心とする都市圏の方言の総称[1]。首都圏方言

本記事では上記「1」について記述する。

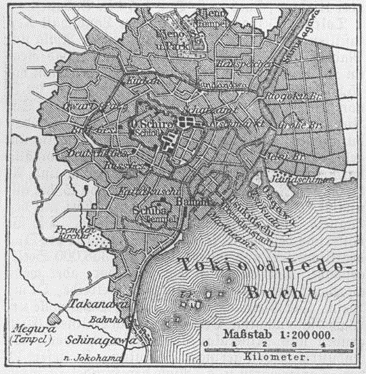
明治中期の東京市街の範囲

東京方言（とうきょうほうげん）とは、江戸・東京で用いられてきた日本語の方言である。山の手言葉と江戸言葉（下町言葉）が含まれる。
明治時代に中流階層の山の手言葉を基盤に日本の標準語（太平洋戦争後は共通語と呼ばれる）が整備されたため、共通語と東京方言は同一視される傾向があるが、下町を中心に標準的と見なされない東京特有の発音や表現も少なくない。アクセントに関しても、標準アクセントの基準となる山の手と、下町あるいは多摩とで異なる場合がある。

## 概要
東京方言の前身である江戸方言は、徳川家康入城後の江戸の発展に伴って成立した方言である。土着の西関東方言を基盤としているが「江戸は諸国の入り込み」の諺どおり、日本各地から人々が集まったことから、様々な方言の影響を受けている。とりわけ文法面では、当時の中央語であった上方方言（主に京都方言）や徳川氏ゆかりの三河方言など西日本方言の要素が多く混合した。また世界有数の人口を誇る巨大都市であったことから、町人や武家など階層別に様々な言葉遣いの違いが生まれた。こうした経緯から、東京方言は周辺の関東方言から孤立した言語島となっている。
江戸方言は、上方から取り入れた敬語の体系を発達させるなど洗練を深め、江戸時代後期には京都方言に代わる中央語としての地位を固めていった。明治維新以降、日本の首都が京都から東京に遷ったことで東京方言は首都の言葉として位置づけられ、文芸活動を担う口語文体（言文一致も参照）の基盤となり、近代国家を支える標準語として整備されていった。一方で、近世都市「江戸」から近代都市「東京」に変貌するなかで、階層ごとの言葉遣いの違いが衰退し、また京都や薩長土肥を始めとする他地方からの大量の人口流入によって、東京方言自体が大きく変質させられることとなった。

## 発音
東京方言に特徴的な音声現象には次のようなものがある。
- 母音よりも子音が強く発音され、無声子音にはさまれた、または無声子音に続く狭母音（/u/, /i/）が無声化する傾向がある。とりわけ語尾の母音弱化が顕著である。この特徴は共通語や首都圏方言にも継承されている。

（例）「ネクタイです」は通常、[nektai des] のように発音される。
（例）「-ていた」の口語形「-てた」は、くだけた場面では [tsta] のように発音される。
- 語中・語末のガ行音は鼻濁音で発音される（全ての場合に鼻濁音になるのではなく、複雑な規則がある）。共通語にも継承されていたが、衰退しつつある。

以下の特徴は、東京方言のなかでも江戸言葉に強く現れる。
- /ai/ （アイ）と /oi/ （オイ）が 「エー」になる。形容詞ならびに一部の助動詞においては、くだけた共通語や首都圏方言にも継承されている。

（例）大根→でーこん、あるまい→あるめー、知らない→しらねー、遅い→おせー
- 強調の接頭語や複合語を中心に、促音が多用される。

（例）おっぱじめる、ぶっぱなす、川っぷち、落っこちる、乗っける
- 「じゅ」が「じ」、「しゅ」が「し」に転訛する。

（例）準備→じんび、美術→びじつ、新宿→しんじく、趣向←→嗜好
- 「ひ」と「し」の発音が混同される。特に「ひ」から「し」になる傾向が強く、その逆はしばしば過剰修正の結果である。

（例）潮干狩り→ひおしがり、人→しと、必然→しつぜん、広島→しろしま、必要←→執拗、羊←→執事、熾烈←→卑劣

## アクセント
山の手・江戸言葉ともに東京式アクセントの体系であるが、一部の語彙ではアクセントの異なるものがある。以下はその主な例である。
左が山の手、右が江戸言葉のもの
- 坂[3]（さか 尾高型）←→（さか 頭高型）
- 次[3]（つぎ 尾高型）←→（つぎ 頭高型）
- 鮨[3]（すし 尾高型）←→（すし 頭高型）
- 露[3]（つゆ 尾高型）←→（つゆ 頭高型）
- 砂[3]（すな 平板型）←→（すな 尾高型）
- 皺[3]（しわ 平板型）←→（しわ 尾高型）
- 卵[3]（たまご 中高型）←→（たまご 平板型）
- 刀[3]（かたな 尾高型）←→（かたな 中高型）
- 頭[3]（あたま 尾高型）←→（あたま 中高型）
- 鋏[3]（はさみ 尾高型）←→（はさみ 中高型）
- 心[3]（こころ 尾高型）←→（こころ 中高型）
- 国[4]（くに 尾高型）←→（くに 平板型）
- 虹[4]（にじ 尾高型）←→（にじ 平板型）
- 坂東[5]（ばんどう 頭高型）←→（ばんどう 平板型）
- 朝日[6]（あさひ 頭高型）←→（あさひ 中高型）
- 兄貴[要出典]（あにき 頭高型）←→（あにき 中高型）
- 何時も[要出典]（いつも 頭高型）←→（いつも 中高型）
- 話[要出典] （はなし 平板型）←→（はなし 中高型）

また、戦前においては足立区・江戸川区・葛飾区で埼玉・千葉両県と接する外縁部に埼玉東部特殊アクセントが分布していた。

## 表現
- 伝統的な関東方言、東北方言では意思・同意・推量の語尾は「べ（え）」であり、「行くべ」や「これだべ」「これだんべ」「これだっぺ」などと言うが、東京方言では「行こう」や「これだろ（う）」と言う。「う・よう」の使用が広まる以前は江戸でも「べ（え）」を多用し、当時上方の人間から「関東べい」と呼ばれていた。
- 方向を示す格助詞は関西方言などと共通する「へ」であり、東北方言に多い「さ」とは異なる。
- ラ行五段活用の否定形が「〜んない」になる、例　「知らない」→「知んない」など
- 「怖い」「ふすま」「うろこ」「じゅうやく（ドクダミ）」「つゆ（梅雨）」「塩辛い」「つらら」「けむり」「しあさって」など、語彙の面でも関西方言から輸入されたとみられるものが複数ある[8]。
- 謙譲語「おる」、丁寧な否定形「ません」、「ごきげんよう」や「お寒うございます」のような形容詞ウ音便など、敬語表現は京都方言の影響が強く残っている。
- 尊敬の助動詞「れる、られる」の使用頻度が、東京都区部では他地域にくらべて低い[9]。
- 否定の助動詞は「ない」または「ねえ」が一般的であるが、近世には西日本的な「ぬ」または「ん」も多用され、その名残りとして格言や慣用句では現在も「ぬ」または「ん」が使われる。
- 「してしまう」が「しちまう」「しちゃう」になる。どちらも明治になって東京近郊の方言から取り入れられたとされる。
- 間投助詞として「ね」「さ」「よ」を多用する。（例）あのさ、こんなこと言っちゃあなんだけどさ。
- 明治以降、「わ」「こと」「てよ」など独自の女性語が発達した（てよだわ言葉）。
- 近年、東京周辺の方言が若者言葉として東京で広まることが増えている。例えば甲州街道・東海道経由で中部地方（静岡・山梨・三河方面）から伝わり、長年多摩でも使われてきた「〜じゃん・じゃんか（〜じゃないか）」、北関東方面から伝わった「ちがかった（違った）」「〜よか（用言に接続して:〜するしか、体言に接続して:〜よりも）」、東北方面から伝わった「〜みたく（〜みたいに）」「〜した時ある（〜したことある）」など。

## 現状
山の手と下町の曖昧化、関東大震災や東京大空襲による旧来住民の減少、ラジオ・テレビの普及による全国的な方言衰退、地方出身者の大量流入（特に戦後高度経済成長期）などにより、東京周辺における言語事情もかなり変質した。江戸言葉はもちろん、明治時代の標準語成立に大きな影響を与えた山の手言葉も消滅寸前となっている。現在の東京では、学校教育による共通語の普及により、共通語を基盤に関東各地の方言が混合した首都圏方言が主流になっている。